# Waalformaat
Het waalformaat (WF) is een gestandaardiseerde maat voor een baksteen, namelijk 210 × 100 × 50 millimeter. De naam is ontstaan doordat dit formaat gefabriceerd werd door steenfabrieken aan de oevers van de rivier de Waal. Lange tijd werden baksteenformaten vernoemd naar het gebied van herkomst. Zo bestonden het IJsselformaat, het Hilversums formaat, het Dordrechts formaat, Hollands formaat en het waalformaat. Al deze formaten kennen hun eigen afmetingen. Tegenwoordig zijn de namen gebleven, maar ze hebben met de plaats van herkomst niets meer te maken, enkel met de afmetingen van de steen.

## Heden
Het waalformaat is in Nederland de standaard waartoe de hoeveelheid bakstenen, ook van alle andere formaten, wordt herleid. Niet enkel bakstenen, maar ook kalkzandstenen en betonstenen worden tot het waalformaat herleid. Daarom worden, bijvoorbeeld, de productiecijfers van steenfabrieken in aantallen stenen waalformaat gegeven.

## Externe bron
- KNB